# Amphiura intricata
Amphiura intricata is een slangster uit de familie Amphiuridae. De wetenschappelijke naam van de soort werd als Ophionema intricata in 1869 gepubliceerd door Christian Frederik Lütken.